# بو نيكال
بو دين نيكال (بالإنجليزية: Bo Dean Nickal؛ مواليد 14 يناير 1996) هو مُقاتل فنون قتالية مختلطة أمريكي، وهو مصارع سابق ويُنافس حاليًا في قسم الوزن المتوسط في يو إف سي. في المصارعة الحرة، حصل على بطولة العالم تحت 23 عامًا 2019 وبطولة الولايات المتحدة المفتوحة، وكان أحد المتأهلين للنهائيات في تجارب الفريق الأولمبي الأمريكي لعام 2020 ومتسابقًا في فاينال أكس في عام 2019. بصفته مصارعًا جماعيًا، كان نيكل جزءًا من أبطال الرابطة الوطنية لألعاب القوى الجماعية – بطولات المصارعة (وصل للنهائي في عام 2016) وبطل مؤتمر اتحاد العشرة الكبار ثلاث مرات من جامعة ولاية بنسلفانيا.
يُعد نيكال أحد أكثر نيتاني ليونز إنجازًا على الإطلاق، وقد حصل على كأس دان هودج لعام 2019 باعتباره المصارع الجماعي الأكثر تميزًا في البلاد، وحصل على جائزة شاليس مرتين كأفضل لاعب في البلاد، كما حصل على جائزة رياضي العام من اتحاد العشرة الكبار لعام 2019.

## فنون القتال المختلطة

### يو إف سي
كان من المقرر أن يخوض نيكال أول نزال له في يو إف سي ضد جيمي بيكيت في 10 ديسمبر 2022، في حدث يو إف سي 282. ومع ذلك، انسحب نيكال بسبب الإصابة. تم إعادة جدولة النزال إلى 4 مارس 2023 في حدث يو إف سي 285. فاز بالنزال من خلال إخضاع خنق مثلث الذراع في الجولة الأولى. نال عن هذا الفوز مكافأة أداء الليلة. بعد النزال، أعلن مدير بيكيت عن خطط لاستئناف النزال أمام لجنة ولاية نيفادا الرياضية على أساس أن نيكال استغل ضربة غير مبررة في الفخذ ليفوز بالنزال.
كان من المقرر أن يواجه نيكال تريسيان جور في 8 يوليو 2023، في حدث يو إف سي 290. ومع ذلك، انسحب جور قبل أيام قليلة من الحدث بسبب تمزق في رباط معصمه. تم استبداله بالوافد الجديد للمنظمة فال وودبورن. أنهى نيكال النزال بعد 38 ثانية من الجولة الأولى عن طريق الضربة الفنية القاضية.
واجه نيكال كودي بروندج في 13 أبريل 2024، في حدث يو إف سي 300. وفاز بالقتال من خلال الإخضاع بالخنق الخلفي العاري في الجولة الثانية.
واجه نيكال بول كرايغ في 16 نوفمبر 2024 في حدث يو إف سي 309. وفاز بالقتال بقرار القضاة بالإجماع.
واجه نيكال بطل بطولة ون العالم السابق للوزن المتوسط ووزن خفيف الثقيل رينير دي ريدر في 3 مايو 2025 في حدث يو إف سي على إي إس بي إن 67. خسر القتال بالضربة الفنية القاضية في الجولة الثانية بعد تلقيه ركبة للجسد.

## البطولات والإنجازات

### فنون القتال المختلطة
- يو إف سي
  - أداء الليلة (مرة واحدة) ضد جيمي بيكيت[16]
  - تكريمات يو إف سي لأفضل ظهور في عام 2023 ضد جيمي بيكيت[28]

### الفنون القتالية المختلطة
- بطولة القتال النهائي
  - أداء الليلة (مرة واحدة) ضد جيمي بيكيت[29]

## سجل فنون القتال المختلطة
| السجل المهني |       |         |
| 8 نزال       | 7 فوز | 1 خسارة |
| ضربة قاضية   | 2     | 1       |
| إخضاع        | 4     | 0       |
| قرار القضاة  | 1     | 0       |

| النتيجة | السجل | الخصم         | الطريقة                     | الحدث                                      | التاريخ        | الجولة | الوقت | المكان                                   | الملاحظات                                              |
| ------- | ----- | ------------- | --------------------------- | ------------------------------------------ | -------------- | ------ | ----- | ---------------------------------------- | ------------------------------------------------------ |
| خسر     | 7–1   | رينير دي ريدر | ضربة فنية قاضية (بالركبتين) | يو إف سي ليلة القتال: ساندهاغن ضد فيغيريدو | 3 مايو 2025    | 2      | 1:53  | دي موين، آيوا، الولايات المتحدة          |                                                        |
| فاز     | 7–0   | بول كرايغ     | قرار القضاة (بالإجماع)      | يو إف سي 309                               | 16 نوفمبر 2024 | 3      | 5:00  | مدينة نيويورك، نيويورك، الولايات المتحدة |                                                        |
| فاز     | 6–0   | كودي بروندج   | إخضاع (خنق خلفي عاري)       | يو إف سي 300                               | 13 أبريل 2024  | 2      | 3:38  | لاس فيغاس، نيفادا، الولايات المتحدة      |                                                        |
| فوز     | 5–0   | فال وودبورن   | ضربة فنية قاضية (باللكمات)  | يو إف سي 290                               | 8 يوليو 2023   | 1      | 0:38  | بارادايس، نيفادا، الولايات المتحدة       |                                                        |
| فوز     | 4–0   | جيمي بيكيت    | إخضاع (خنق مثلث الذراع)     | يو إف سي 285                               | 4 مارس 2023    | 1      | 2:54  | لاس فيغاس، نيفادا، الولايات المتحدة      | أداء الليلة.                                           |
| فوز     | 3–0   | دونوفان بيرد  | إخضاع (مثلث الخنق)          | سلسلة منافسة دانا وايت 56                  | 27 سبتمبر 2022 | 1      | 0:52  | لاس فيغاس، نيفادا، الولايات المتحدة      |                                                        |
| فوز     | 2–0   | زاكاري بوريغو | إخضاع (خنق خلفي عاري)       | سلسلة منافسة دانا وايت 49                  | 9 أغسطس 2022   | 1      | 1:02  | لاس فيغاس، نيفادا، الولايات المتحدة      | نزال في وزن غير مُحدد (187.5 رطل)؛ أخفق بوريغو في وزنه. |
| فوز     | 1–0   | جون نولاند    | ضربة قاضية (باللكمات)       | إيكون إف سي 3 لخورخي ماسفيدال              | 3 يونيو 2022   | 1      | 0:33  | ريتشموند، فيرجينيا، الولايات المتحدة     | الظهور الأول في الوزن المتوسط.                         |

| سجل الهواة |       |       |
| 2 نزال     | 2 فاز | 0 خسر |
| ضربة قاضية | 1     | 0     |
| إخضاع      | 1     | 0     |

| النتيجة | السجل | الخصم       | الطريقة             | الحدث            | التاريخ        | الجولة | الوقت | المكان                               | الملاحظات |
| ------- | ----- | ----------- | ------------------- | ---------------- | -------------- | ------ | ----- | ------------------------------------ | --------- |
| فاز     | 2–0   | بيلي جود    | ضربة قاضية (بلكمة)  | معارك الجزيرة 70 | 5 نوفمبر 2021  | 1      | 0:56  | بينساكولا، فلوريدا، الولايات المتحدة |           |
| فاز     | 1–0   | ديفيد كونلي | إخضاع (خنق المقصلة) | معارك الجزيرة 69 | 24 سبتمبر 2021 | 1      | 2:02  | بينساكولا، فلوريدا، الولايات المتحدة |           |

## وصلات خارجية
- بو نيكال على موقع يو إف سي (الإنجليزية)
- بو نيكال على موقع شيردوغ (الإنجليزية)
- بو نيكال على موقع Tapology.com (الإنجليزية)
- بو نيكال على موقع فايت ماتريكس (الإنجليزية)
- بو نيكال على موقع إي إس بي إن (الإنجليزية)
- بو نيكال على موقع قاعدة بيانات المصارعة الدولية (الإنجليزية)